# Allan Sjöding
Allan Edvard Sjöding, född 12 augusti 1898 i Stockholm, död 1 september 1990, var en svensk litteraturvetare och skolman.
Efter studentexamen i Stockholm 1916 blev Sjöding i Uppsala filosofie kandidat 1920, filosofie magister 1922, filosofie licentiat 1926 och filosofie doktor 1931. Han var lärare vid Göteborgs högre samskola 1931–34, lektor vid Hvitfeldtska högre allmänna läroverket i Göteborg 1934–1948, högre allmänna läroverket i Lidingö 1948, rektor där 1949–1955 och lektor vid Statens normalskola 1955–1964.
Sjöding var ordförande i Folkpartiet i Göteborg 1941–46, i Lidingö folkpartiförening 1949–52, ledamot av Lidingö stadsfullmäktige 1951–1958 och av Lidingö skolstyrelse 1960–1967. Han var sekreterare i Svenska Vitterhetssamfundet 1950–1975. Sjöding är begravd på Norra begravningsplatsen utanför Stockholm.